# Celor semenowi
Celor semenowi là một loài tò vò trong họ Ichneumonidae.